# Râul Nișava
Râul Nișava (în bulgară {{{1}}} și sârbă нишава), cu lungimea de 218 km, cu suprafața bazinului hidrografic de 3.950 km², curge în Bulgaria și sudul Serbiei. 
Râul are izvorul sub piscul muntelui Kom (Bulgaria) din Munții Balcani, Bulgaria, care are altitudinea de 2016 m deasupra n.m.. După 50 km, râul trece granița cu Serbia la Gradina. Traversează orașele Dimitrovgrad, Pirot, Niš și se varsă în Morava de sud.
Coordonate: 43° 22′ 14″ N, 21° 46′ 8″ E